# Songs of Innocence
Songs of Innocence és el tretzè àlbum de la banda irlandesa de rock U2. Editat el 9 de setembre de 2014, va ser produït per Danger Mouse, amb producció addicional de Paul Epworth, Ryan Tedder, Declan Gaffney i Flood. L'àlbum va ser anunciat en un esdeveniment de llançament de producte d'Apple Inc., i llançat el mateix dia a tots els clients de l'iTunes Store sense cost. Va ser exclusiu d'iTunes, iTunes Radio, i Beats Music fins al 13 d'octubre de 2014, que es va rebre el llançament físic per part d'Island i Interscope Records. El llançament digital va batre el rècord en estar disponible per a 500 milions d'usuaris d'iTunes, i per aquest fet, el CEO d'Apple Tim Cook el va anomenar com "el major llançament d'un àlbum de tota la història".